# Брегман, Алекс
Александер Дэвид Брегман (англ. Alexander David Bregman; 30 марта 1994, Альбукерке, Нью-Мексико) — американский бейсболист, выступающий в клубе Главной лиги бейсбола «Бостон Ред Сокс». Победитель Мировой серии 2017 года. Участник Матча всех звёзд лиги 2018 и 2019 годов. Обладатель награды Сильвер слаггер по итогам сезона 2019 года. Игрок национальной сборной США, победитель Мировой бейсбольной классики. На студенческом уровне играл за команду университета штата Луизиана, в 2015 году был задрафтован под общим вторым номером. Завершив сезон 2024, Брегман перешел в Бостон Ред Сокс. 

## Биография

### Ранние годы
Алекс Брегман родился и вырос в Альбукерке. Учился в школе Альбукерке Академи. В первый год выступлений за школу установил командный рекорд, выбив 19 хоум-ранов. В 2010 году, в возрасте 16 лет, стал первым в истории игроком из старшей школы, получившим награду Бейсболисту года от Федерации бейсбола США. После окончания школы он поступил в Университет штата Луизиана, играл за «ЛСЮ Тайгерс» в чемпионате NCAA. В 2015 году был выбран на драфте Главной лиги бейсбола под общим вторым номером клубом «Хьюстон Астрос». Впервые уроженец Нью-Мексико был выбран под таким высоким номером. В том же году Брегман в составе команды университета принял участие в плей-офф Мировой серии колледжей. При оценке его игровых качеств выделялся хороший контакт с мячом при игре на бите при не самом сильном ударе. Также отмечалась неплохая скорость игрока (пробег от дома до первой базы за 4,3 с), позволявшая ему регулярно красть базы во время выступлений за «Тайгерс».

### Профессиональная карьера
В июне 2015 года Брегман подписал контракт с «Хьюстоном», сумма бонуса при подписании составила 5,9 млн долларов. В профессиональном бейсболе он дебютировал в конце того же месяца в составе «Квад-Ситиз Ривер Бэндитс». Через месяц руководство клуба перевело его в лигу выше в команду «Ланкастер Джет Хокс».
В 2016 году Брегман был признан Игроком года в младших лигах по версии USA Today. В том же сезоне тренерский штаб перевёл его с позиции шортстопа на третью базу, так как место в основе было занято первым номером драфта 2012 года Карлосом Корреа. В июле он принял участие в Матче всех звёзд будущего, а в конце месяца впервые был вызван в основной состав «Астрос». Дебют в лиге сложился для него неудачно — Брегман сумел реализовать только один выход на биту из 32 в восьми играх.
В марте 2017 года в составе сборной США Брегман стал победителем Мировой бейсбольной классики. Он также получал приглашение выступить в составе сборной Израиля, но отклонил его.

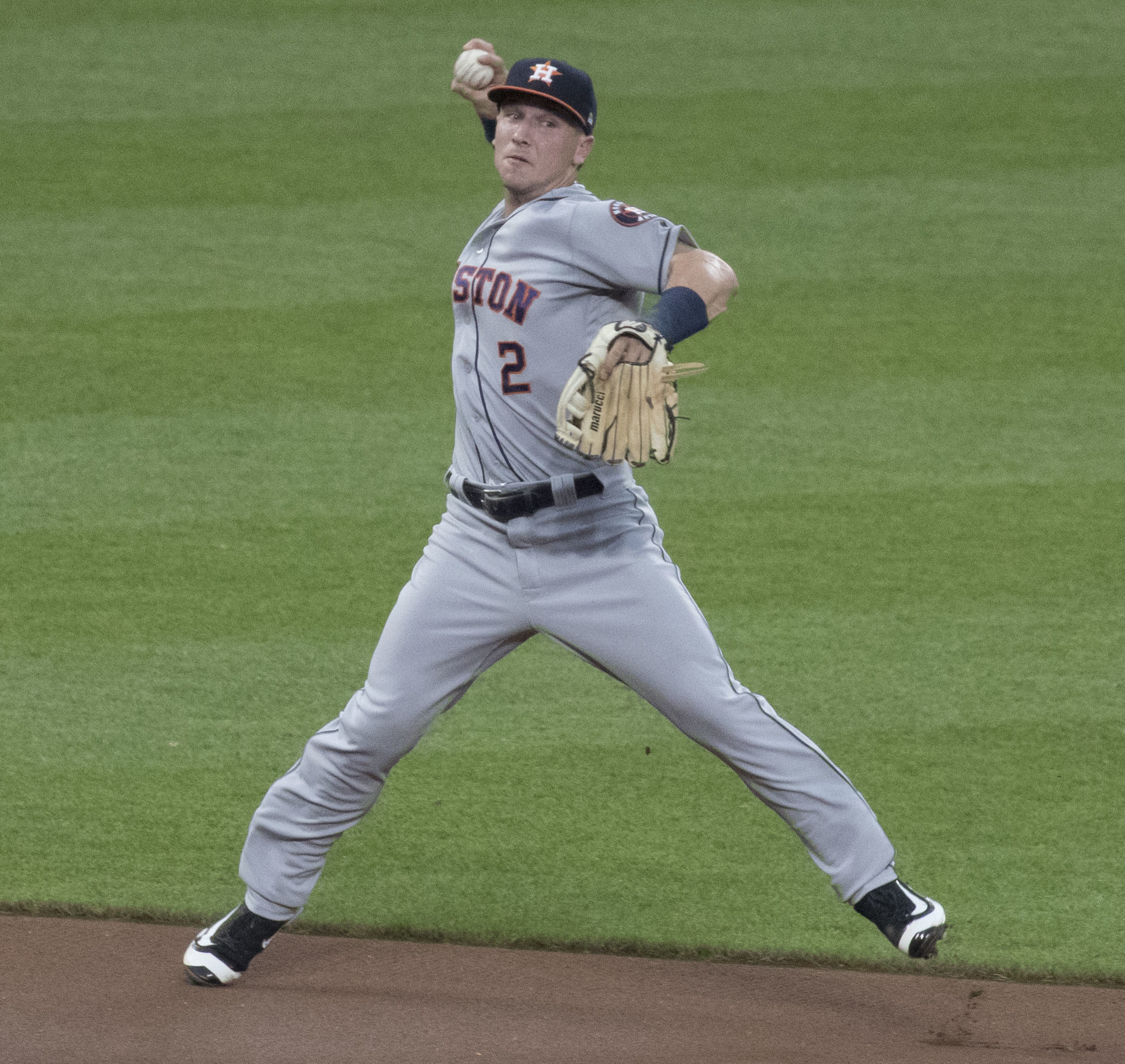
Брегман в игре за «Астрос», 2017 год.

В регулярном чемпионате 2017 года он провёл за клуб все 162 матча, отбивая с показателем 28,4 %, а также стал лучшим игроком третьей базы в Американской лиге по игре в защите. «Астрос» по итогам сезона выиграли свой дивизион и вышли в плей-офф. В пятой игре Мировой серии против «Лос-Анджелес Доджерс» Брегман принёс победу своей команде уок-офф синглом в десятом иннинге. «Хьюстон» выиграл серию в семи матчах, впервые в своей истории выиграв титул.
В марте 2018 года Брегман переподписал контракт с клубом на улучшенных условиях. В июне он выбил 11 хоум-ранов, отбивая с показателем 30,6 %, и был признан Игроком месяца в Американской лиге. Летом он впервые в карьере принял участие в Матче всех звёзд лиги и был признан самым ценным его игроком. В регулярном чемпионате Брегман сыграл за клуб 157 матчей, став первым с 2009 года игроком «Астрос», набравшим более 100 RBI за сезон. Его показатель отбивания составил 28,6 %, он заработал 96 уоков при 85 полученных страйкаутах. После успешного сезона Брегман продлил контракт с клубом ещё на шесть лет, общая сумма нового соглашения составила 100 млн долларов. В 2019 году он закрепился в статусе одного из лучших игроков лиги, став первым 2006 года игроком клуба, завершившем сезон с показателем OPS выше 100 %. Его показатель отбивания составил 29,6 %, он выбил 41 хоум-ран и заработал 119 уоков. По ходу регулярного чемпионата Брегман продемонстрировал свою универсальность, успешно заменяя травмированного Карлоса Коррею на позиции шортстопа. Летом он второй раз подряд вошёл в число участников Матча всех звёзд и впервые был назван игроком стартового состава сборной Американской лиги. По итогам сезона Брегман получил награду Сильвер Слаггер лучшему отбивающему на позиции третьего базового.
Сокращённый из-за пандемии COVID-19 сезон 2020 года Брегман провёл хуже. Из-за травмы он смог принять участие только в 42 матчах, его показатель OPS опустился до 80,1 %. В играх плей-офф на его счету было 11 хитов, но всего два из них принесли больше одной базы, а показатель отбивания в этих матчах составил только 22,0 %. В сентябре 2020 года Брегман был номинирован на награду Роберто Клементе, вручаемую игрокам лиги за их общественную деятельность. В 2021 году ему также не удалось провести весь регулярный чемпионат. По ходу сезона он пропустил часть матчей из-за травм четырёхглавой мыщцы бедра и руки. В 91 проведённом матче Брегман отбивал с показателем 27,0 %, выбив 12 хоум-ранов и набрав 55 RBI. В плей-офф, где «Астрос» проиграли в Мировой серии, его атакующая эффективность снизилась до 21,7 %.